# قرار مجلس الأمن التابع للأمم المتحدة رقم 971
قرار مجلس الأمن التابع للأمم المتحدة رقم 971، الذي اتخذ بالإجماع في 12 يناير 1995، بعد إعادة تأكيد القرارات 849 (1993) و858 (1993) و876 (1993) و881 (1993) و881 (1993) و896 (1994) و901 (1994) و906 (1994) و934 (1994) و937 (1994)، مدد مجلس الأمن التابع للأمم المتحدة بعثة مراقبي الأمم المتحدة في جورجيا حتى 15 مايو 1995.
أكد مجلس الأمن من جديد سيادة جورجيا وسلامتها الإقليمية وحق جميع اللاجئين في العودة، وتم التوقيع على اتفاق بشأنه. وحث الأطراف على عدم اتخاذ أي إجراءات من جانب واحد من شأنها أن تعرقل العملية السياسية. ولم يحرز أي تقدم فيما يتعلق بالتوصل إلى تسوية سلمية شاملة وعودة بطيئة للاجئين. وفي هذا الصدد، دعيت الأطراف إلى العمل من أجل التوصل إلى تسوية، وبخاصة فيما يتعلق بمسألة الوضع السياسي لأبخازيا. وأعرب المجلس عن ارتياحه للتعاون بين بعثة مراقبي الأمم المتحدة في جورجيا وقوة حفظ السلام التابعة لرابطة الدول المستقلة.
وبعد تمديد ولاية بعثة مراقبي الأمم المتحدة في جورجيا حتى 15 مايو 1995، طُلب إلى الأمين العام بطرس بطرس غالي أن يقدم تقريرا عن الحالة في أبخازيا وجورجيا في غضون شهرين من اعتماد القرار الحالي. وجرى حث الطرفين، ولا سيما الجانب الأبخازي، على الامتثال لالتزاماتهما المتعلقة باللاجئين والمشردين. وطلب إلى الأمين العام التعاون مع قوة رابطة الدول المستقلة في اتخاذ خطوات إضافية لكفالة عودة اللاجئين والمشردين، في حين دعيت الدول الأعضاء إلى المساهمة في صندوق التبرعات الذي أنشئ بموجب الاتفاق المتعلق بوقف إطلاق النار وفصل القوات.

## وصلات خارجية
- نص القرار في undocs.org